# نگاشت سره
در ریاضیات، تابعی بین فضاهای توپولوژی را سره (Proper) (نگاشت سره) گویند اگر تصویر معکوس هر زیرمجموعه فشرده، فشرده باشد. در هندسه جبری، مفهوم مشابهی وجود دارد که به آن «ریخت سره» گفته می‌شود.

## ارجاعات
1. ↑  Lee 2012, p. 610, above Prop. A.53.